# Henrik den milde av Braunschweig-Lüneburg
Henrik II "den milde" av Braunschweig-Lüneburg, tyska Heinrich "der Milde", född 1364/1365, död i Ülzen 14 oktober 1416, begravd i Braunschweig. Han var hertig av Braunschweig-Lüneburg 1373-1416, medregent av Lüneburg 1388-1409 och ensam furste av Lüneburg 1409-1416. Yngre son till hertig Magnus II av Braunschweig-Lüneburg (stupad 1373) och Katharina av Anhalt-Bernburg (död 1390).

## Biografi
Hertig Henrik efterträdde jämte sina äldre bröder Fredrik och Bernhard den 1373 stupade fadern. Vid Winsen an der Aller besegrade bröderna 1388 hertigarna av Sachsen, och genom erövringen av Lüneburg sattes punkt för det lüneburgska arvsföljdkriget. Äldste brodern Fredrik satte sig då i Braunschweig medan Henrik och Bernhard gemensamt styrde Lüneburg.
Då Fredrik mördades i Fritzlar 1400 av greven av Waldeck övertog Henrik och Bernhard gemensamt styret av hela Braunschweig-Wolfenbüttel och Lüneburg. Vid en delning mellan de två 1409 uppstod de mellersta linjerna Braunschweig och Lüneburg. Braunschweig tillföll Bernhard och Henrik erhöll Lüneburg. 
Henrik avled 1416. Hans söner bytte Lüneburg mot Bernhards Braunschweig 1428.

## Äktenskap och barn
Henrik gifte sig första gången 11 november 1388 med Sofia av Pommern (död 1400/1406), till följd av det kontrakt som upprättats redan 31 juli 1386. Paret fick följande barn:
1. Katarina (död 1442), gift med kurfurst Fredrik I av Sachsen (död 1428)
2. Wilhelm I av Braunschweig-Wolfenbüttel (död 1482), hertig av Braunschweig-Wolfenbüttel

Henrik gifte om sig i Kassel 30 januari 1409 med Margareta av Hessen (1389-1446). Paret fick följande barn:
1. Henrik (1411-1473), hertig av Braunschweig-Wolfenbüttel